# Beiraantilop
 Beiraantilop (Dorcatragus megalotis) är en sällsynt antilopart som tillhör gasellantiloperna och den är ensam i sitt släkte. Man hittar den främst i Somalia, Djibouti och Etiopien.

## Utseende
Beiraantilopen är stor för att tillhöra dvärgantiloperna och den påminner i kroppen om en gasell. Deras päls är grå och den har prickar på ryggen och sidorna. Den har ett mörkt gasellband, ljusgul mage, stora öron och en lång vit svans. Det är bara hanen som har horn och de kan bli upp emot 12 centimeter långa. En beiraantilop kan ha en mankhöjd mellan 50 och 60 centimeter och den kan väga 9 till 11 kilogram. Kroppen (huvud och bål) är 76 till 86 centimeter lång och därtill kommer en 5 till 7,5 centimeter lång svans.

## Levnadssätt

### Socialt beteende
Beiran trivs bäst i halvöknar och stenig terräng, deras klövar har anpassats till deras miljö, klövarna är mjuka för att få ett bra fäste på stenar och klippor. Deras föda som de söker under dagen består av gräs, örter och löv. Vätskebehovet täcks helt med födan.
De är djur som inte förflyttar sig långa sträckor utan håller sig i ungefär samma område hela tiden. De lever i små hjordar på runt 4 till 7 djur.

### Fortplantning
Beiraantilopen är ett djur som inte har studerats så noga så det enda man vet om deras fortplantning är att honorna brukar föda en kalv i april. Deras livslängd är också okänd och likaså antalet djur som det finns totalt. Men man bedömer att beiran är på gränsen till utrotning eller att den redan är utrotad. Om det finns några beiraantiloper kvar, finns de antagligen på otillgängliga platser där det vistas ytterst få människor.